# Гуажара (бухта)
Гуажара́ (порт. Baía do Guajará) — бухта залива Маражо (устье реки Пара) на северо-востоке Бразилии.

## География
Бухта является устьем сразу двух рек — Гуамы (впадающей в её южный конец с востока), и сливающейся с рекой Можу реки Акара (впадающей в её южный конец с юга). На западе бухту от реки Пара отделяют острова Онсас и Арапиранга (отделённые от материка проливом Карнапихо), а также лежащие немного севернее Асу, Котежуба и Карататеуа. На севере бухта открывается в залив Маражо; восточный край входа в бухту образует крупный остров Москейру.
На восточном берегу бухты находится город Белен. По бухте проходит граница между муниципалитетами Белен и Баркарена.

## История
12 января 1616 года португальские корабли «Санта Мария да Канделария», «Санта Мария дас Грасас» и «Ассунсан» бросили якорь в бухте Гуажара (которую они ошибочно приняли за основное русло Пары), и Франсиску Калдейра Кастилу Бранку провозгласил основание колонии Фелиц-Лузитания, а инженер Франсиску Фриаш Мескита начал возведение форта Пресипио.